# Матеев, Евгений Георгиев
Евге́ний Гео́ргиев Мате́ев (болг. Евгений Георгиев Матеев; 1 апреля 1920, Тырговиште — 4 июня 1997, София) — болгарский государственный деятель, учёный-экономист, член Болгарской академии наук (1967), иностранный член Академии наук СССР (1976, РАН с 1991). Занимал посты председателя Государственного комитета планирования в 1952 году, председателя Центрального статистического управления Болгарии в 1953—1960 годах, министра в правительстве НРБ в 1963—1966 годах; работал в Государственном совете с 1974 по 1991 годы. Является одним из известнейших представителей марксистской экономической мысли в Болгарии. Как учёный занимался проблемами политической экономии социализма, планирования народного хозяйства и истории экономических учений.

## Биография
Родился 1 апреля 1920 года в городе Тырговиште в семействе железнодорожного чиновника. Окончил в 1939 году Софийскую духовную семинарию и Софийский университет в 1943 году (факультет права). С 1939 года деятель Рабочего молодёжного союза и участник общественной жизни Болгарии. Вёл публичный спор по политико-экономическим вопросам с Симеоном Демостеновым, профессором экономики Софийского университета.
После переворота 9 сентября 1944 и перехода Болгарии на сторону антигитлеровской коалиции Матеев стал работать журналистом и вскоре вошёл в правительство Болгарии: так он был председателем Государственной комиссии планирования в 1952 году, министром в 1963—1966 годах, членом Государственного совета НРБ в 1974—1981 годах. С 1953 по 1959 годы занимал пост председателя Центрального статистического управления, с 1962 по 1966 годы член ЦК БКП, с 1964 по 1972 годы председатель Президиума Высшей аттестационной комиссии при Министерском совете. С 1972 по 1981 годы — председатель Совета по воспроизводству материальных ресурсов при Государственном совете. В 1968—1971 годах — председатель Экономической комиссии ООН для Европы.
В 1950 году Матеев получил звание профессора, а в 1967 году — академика Болгарской академии наук. Академиком АН СССР он стал в 1976 году, после распада СССР сохранил этот пост уже в Российской академии наук. Избирался депутатом в 4-е и 7-е Народные собрания Болгарии.
Скончался 4 июня 1997 года после продолжительной болезни.

## Награды
- Димитровская премия (1968)
- Народный деятель науки НРБ (1977)[2]
- Почётный доктор Университета национальной и мировой экономики Софии (1995)[3]
- Доктор honoris causa Бургасского свободного университета (1995)[4]

## Научные исследования
Евгений Матеев занимался исследованием теории экономики, планирования и управления народным хозяйством. Является одним из пионеров экономической кибернетики в Болгарии.
- „Субективната школа и марксистко-ленинската политическа икономия“ (1947),
- „Теории за народностопанските планове“ (1948),
- „Класи и класови борби н преходния период от капитализъм към социализъм“ (1949),
- „Методология и анализ на планирането на народното стопанство по отрасли“ (1949),
- „Към въпроса за съизмерването на капиталните и експлоатационните разходи“ (1949),
- „Производителността на труда при социализма и народностопанското планиране“ (1956),
- „Баланс на народното стопанство“ (1960),
- „Перспективно планиране“ (1963)
- „Перспективное планирование и экономическая кибернетика“ (1966)
- „Международно разделение на труда и народностопанско планиране“ (1967)
- „Рентабилност и планиране“ (1969),
- „Автоматизирана система за управление на народното стопанство“ (1974),
- „Управление, ефективност, интеграция и търсене на решения“ (1976),
- „Актуални проблеми на социалистическата икономика“ (1984)
- „Структура и управление на икономическата система“ (1987)
- „План и пазар, външни дългове, конкуренция, информация, изходът от кризата“, съавтор (1990)